# نادي نساجي مازندران
نادي نساجي مازندران لكرة القدم (بالفارسية: باشگاه فوتبال نساجی مازندران) ، هي نادي رياضي لكرة القدم في إيران، أسست عام 1959م وتقع مقرها في مدينة مازندران.

## مصدر
1. ↑  Nassaji Mazandaran نساجی مازندران - Azadegan League 2010-11 Group B - PersianLeague.com نسخة محفوظة 27 أغسطس 2010 على موقع واي باك مشين. "نسخة مؤرشفة". مؤرشف من الأصل في 2016-04-10. اطلع عليه بتاريخ 2017-08-09.{{استشهاد ويب}}:  صيانة الاستشهاد: BOT: original URL status unknown (link)